# Буешти (Јаломица)
Буешти (рум. Buești) насеље је у Румунији у округу Јаломица у општини Буешти. Oпштина се налази на надморској висини од 56 m.

## Становништво
Према подацима из 2002. године у насељу је живело 1223 становника, од којих су сви румунске националности.